# Nizina Zahorska
Nizina Zahorska (słow. Záhorská nížina) – nizina w zachodniej Słowacji, stanowiąca północno-wschodnie przedłużenie Kotliny Wiedeńskiej.
Nizina Zahorska ma kształt zbliżony do trójkąta, skierowanego ostrzem na południe i łukowato wygiętego na zachód. Graniczy od północy z Białymi Karpatami, od wschodu i południa z Małymi Karpatami, zaś od zachodu zamyka ją rzeka Morawa. Między Morawą a Wiedniem leży Morawskie Pole (niem. Marchfeld) – nizinna kraina stanowiąca dalszy ciąg Kotliny Wiedeńskiej. Pasmo Małych Karpat dzieli Nizinę Zahorską od największej słowackiej niziny – Niziny Naddunajskiej.
Morawa stanowi zachodnią granicę i najważniejszy ciek wodny Niziny Zahorskiej. Do Morawy spływa wiele małych rzek odwadniających region. Do największych należą Chvojnica, Myjava, Rudava i Malina.
Nizina Zahorska dzieli się na dwie części: Pogórze Myjawskie (Chwojnickie) na północy i Nizinę Borską na południu. Nizina Borska leży na wysokości 150–200 m n.p.m., jest płaska, jest tu także wiele małych jeziorek. Morawa i jej dopływy zbudowały tę część z osadów, naniesionych z gór, poza tym w epoce lodowcowej wiatry nawiały tu wielkie piaszczyste wydmy. Natomiast Pogórze Chwojnickie, stanowiące w istocie przedgórze Białych Karpat, jest wyżej położone (powyżej 200 m n.p.m.) i pofałdowane. Najwyższe wzgórza to Zámčisko (434 m n.p.m.), Veterník (316 m n.p.m.) i Barbajky (305 m n.p.m.).
Wykorzystanie terenu zależy od dominujących gleb. Piaszczysta Nizina Borska jest porośnięta lasami sosnowymi. Pokryte glebami lessowymi Pogórze Chwojnickie jest regionem rolniczym, uprawia się tu warzywa, kartofle, ryż i jęczmień. Koło miasta Skalica uprawia się winorośl i wytwarza czerwone wina. Z bogactw mineralnych na Nizinie Zahorskiej odnaleziono gaz ziemny koło wsi Vysoka pri Morave i ropę naftową koło miasteczka Gbely. Eksploatuje się również piasek. Centrum lokalnego przemysłu jest miasto Malacky, które skupia liczne drobne zakłady przemysłu spożywczego i włókienniczego. Poza tym w Rohožníku jest cementownia eksploatująca wapień z Małych Karpat, w Moravským Jánie – przetwórnia warzyw, w Holíču – zakłady elektrotechniczne i wytwórnia porcelany, a w Senicy – fabryka sztucznego jedwabiu.
Nizinę Borską przecinają (od czasu rozpadu Czechosłowacji – międzynarodowe) autostrada (E65) i linia kolejowa Bratysława-Brno. Biegną one starym handlowym szlakiem z Czech na Węgry.
Nizina Zahorska jest najdawniej zamieszkanym regionem Słowacji. W miejscowościach regionu znajdują się zabytki z czasów Wielkich Moraw. Obecnie Zahorie zamieszkuje specyficzna grupa etnograficzna zwana Zahorakami, posługująca się własnym dialektem języka słowackiego. Wśród ich przodków znajdują się hutteryci, zwani tu Habanami, którzy osiedlili się na tych terenach w XVI-XVII wieku, przynosząc ze sobą oryginalną kulturę. Największymi miastami regionu są Senica (20,1 tys. mieszkańców), Malacky (17,5 tys.), Skalica (14,7 tys.), Holíč (11,4 tys.) i Stupava (7,8 tys.).
Administracyjnie Nizina Zahorska leży w kraju trnawskim, w powiatach Skalica, Senica i Malacky. W tradycyjnym podziale na regiony Nizina Zahorska wchodzi w skład regionu Záhorie.